# Christmas Flow
Christmas Flow est une série télévisée de Noël française diffusé sur Netflix en 2021 créée par Henri Debeurme, Marianne Levy et Victor Rodenbach et mettant en vedette Tayc, Shirine Boutella et Marion Séclin. Elle a initialement été diffusée sur Netflix le 17 novembre 2021 et se compose de 3 épisodes,.

## Distribution
- Tayc : Marcus
- Shirine Boutella : Lila
- Marion Seclin : Alice
- Aloïse Sauvage : Jeanne
- Camille Lou : Mel
- Walid Ben Mabrouk : Zack
- Estelle Meyer : Safia
- Stéphan Wojtowicz : Pascal
- Yasmine Kefil : Sara
- Isabelle Candelier : Danièle
- Philippe Rebbot :Daniel
- Nuts : le chien
- Sadek : Verno
- Angélique Kidjo : la mère de Marcus
- Kadidia Sidibé : MJ